# Moorea

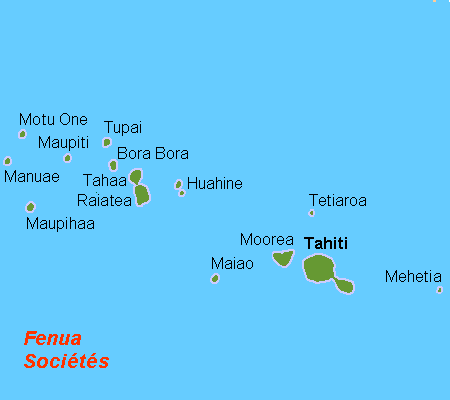
Översiktskarta

Moorea (franska île Moorea, tidigare Aimeho) är en ö i Franska Polynesien i Stilla havet.

## Geografi
Moorea ligger i ögruppen Sällskapsöarna och ligger bara 17 km nordväst om Tahiti.
Ön har en area om ca 134 km² och ca 12.000 invånare, huvudorten heter Afareaitu med ca 2.000 invånare.
Högsta höjden är den utslocknade vulkanen Mont Tohiea med ca 1.200 m ö.h. och ön omges av ett barriärrev. Innanför ligger de två stora vikarna La baie d'Opunohu och La baie de Cook / Paopao. Den lilla ön Maiao ca 75 km sydväst om Moorea tillhör förvaltningsmässigt också området.
Moorea har en liten flygplats Aérodrome de Moorea (flygplatskod MOZ) för lokalflyg.

## Historia
Moorea beboddes troligen av polynesier redan på 900-talet. Ön upptäcktes av Samuel Wallis år 1767 och som döpte den till Duke of York Island dock utan att landstiga. Ön utforskades lite av James Cook 1777.
1808 blev ön bas för brittiska protestantiska missionärer som även byggde en kyrka 1827 i orten Papetoai vilken anses vara den äldsta europeiska byggnaden i södra Stilla havet.
1843 blev ön en fransk koloni och 1903 införlivades ön tillsammans med övriga öar inom Sällskapsöarna i det nyskapade Établissements Français de l'Océanie (Franska Oceanien).